# Pénia
Pénia (en grec ancien Πενία / Penía) est une déesse de la mythologie grecque qui représente « la pauvreté ».
Elle est décrite par Platon dans Le Banquet comme étant dénuée de ressources tant matérielles qu'immatérielles. Elle est la « mère » d'Éros qu'elle conçoit avec le dieu Poros (l'opulence) le jour de naissance d'Aphrodite.

## Le mythe raconté par Aubigné
Théodore Agrippa d'Aubigné, dans les Stances du Printemps (XVII, 60-111) a raconté l'histoire de Poros et Pénia en s'inspirant de la traduction de Marsile Ficin par Guy Lefèvre de La Boderie (Discours de l’honneste amour sur la banquet de Platon, Paris, Jean Macé, 1578.)
Sur ce point arriva la pauvrette Penie,
Qui durant le banquet prés de l’huis mandioit
Des miettes du Ciel, et pour neant avoit
Pour un chiche secours tant mandié sa vie.
Elle voit sur les fleurs le beau Pore endormy,
Elle change sa faim en desir de sa race,
Elle approche, se couche et le serre et l’embrasse
Tant qu’il l’eut pour amie et elle pour ami.
De là naquit l’Amour, et la nature humaine
Du conseil des grands Dieux conceut l’autre Androgeine    (vv. 71-80)